# 東郷正路
東郷 正路（とうごう まさみち、1852年4月19日（嘉永5年3月1日） - 1906年1月4日）は、日本の海軍軍人。最終階級は海軍中将。幼名は哲吉。

## 略歴
福井藩士・東郷三郎右衛門（号は晴霞）の息子として生まれる。1870年、大坂陸軍兵学寮に入学するが中退し、1878年7月、海軍兵学校（海軍兵学寮入学、4期）を卒業し、少尉補任官。「筑波艦」、「乾行艦」、「摂津」、「龍驤」などに乗組む。さらに、「扶桑」分隊長、中艦隊司令官付、常備小艦隊参謀、海兵分隊長、「八重山」副長、「金剛」副長、海軍参謀部第2課員、「千代田」副長、「満珠」艦長などを歴任。
日清戦争時は「鳥海」艦長、「西京丸」艦長を務めた。「天城」艦長、「武蔵」艦長などを経て、海軍大学校で選科学生として学んだ。「八重山」艦長、「済遠」艦長、呉鎮守府参謀長、「八雲」回航委員長、同艦長、海兵教頭などを歴任し、1902年5月、海軍少将に進級した。海兵校長を務め、日露戦争では第6戦隊司令官として出征し、黄海海戦、日本海海戦に参戦した。1905年11月、海軍中将となり、第4艦隊司令官、将官会議議員を務めたが、1906年1月に死去。
その生前の功績により、1907年10月、嗣子東郷安に男爵が遺贈された。

## 栄典・授章・授賞
位階

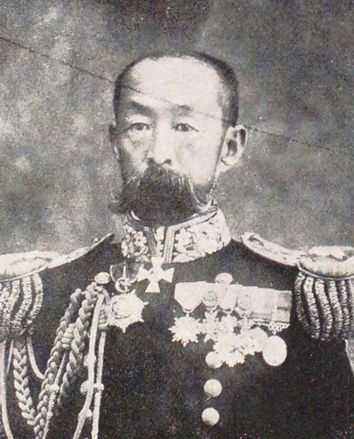
東郷正路

- 1885年（明治18年）9月16日 - 正七位[2]
- 1891年（明治24年）12月16日 - 従六位[3]
- 1896年（明治29年）2月10日 - 正六位[4]
- 1898年（明治31年）3月8日 - 従五位[5]
- 1902年（明治35年）10月20日 - 正五位[6]
- 1905年（明治38年）11月30日 - 従四位[7]
- 1906年（明治39年）1月4日 - 正四位[8]

勲章等
- 1889年（明治22年）11月22日 - 勲六等瑞宝章[9]
- 1894年（明治27年）11月24日 - 勲五等瑞宝章[10]
- 1895年（明治28年）
  - 9月27日 - 双光旭日章・功四級金鵄勲章[11]
  - 11月18日 - 明治二十七八年従軍記章[12]
- 1899年（明治32年）5月9日 - 勲四等瑞宝章[13]
- 1904年（明治37年）5月27日 - 勲三等瑞宝章[14]
- 1906年（明治39年）4月1日 - 明治三十七八年従軍記章[15]

## 親族
- 長男 東郷安（日本無線・横河電機社長、貴族院男爵議員）[1]
- 二男 東郷二郎（海軍少将）
- 兄 東郷龍雄（福井市長）
- 兄 太田六郎（長崎の唐通事出身の官僚・太田資政の養子となる。鉄道敷設請負業の太田工業事務所を開設）
- 兄 中野欽九郎（東京商業学校で航海術を学び卒業。兄の六郎と共に鉄道敷設請負業の太田工業事務所を経営し、兄の死後は請負業界の重鎮となる。）
- 弟 東郷慎十郎